# ファンシー雑技団
『ファンシー雑技団』は黒葉潤一が『週刊少年サンデー』で1997年から1999年まで連載していたギャグ漫画。全3巻。

## ストーリー
14歳の少年アクセルは雑技団のメンバーとして宇宙中を旅して回っている。しかし、団員は変態ばかりで困惑させられることに…。
中期以降は（作者の好きな）クラシック音楽の作曲家たちがレギュラーメンバーとして登場し、雑伎団メンバーの出番は隅に追いやられていった。

## 登場キャラクター
アクセル
14歳。雑技団の中では一番まともな少年。どうしようもない団員たちにツッコミを入れる。
チヒロ
17歳。雑技団メンバー。宇宙船を設計する科学者でもあるが、下ネタ好きで、異常な性癖をもつHな女の子。時には裸になってアクセルを誘惑する。
バック
16歳。頭の中で常に何か変わったことを考えている変人。アクセルに自分の思っている疑問をぶつけるが、軽くあしらわれることが多い。容姿だけはなかなかの好青年。
団長
雑技団の団長。サングラスをかけ、髭を生やし、シルクハットを被っている。普段はまともそうだが、裸になったり、バックに気があったりと実はチヒロ以上に危険な人物。サナギから脱皮して身長が伸びたり謎も多い。
サトミ
宇宙怪獣。普段は女子高生の身なりをしたただの少女だが、とんでもない造形に変化する（らしい）。16（億）歳。
スイちゃん、キーちゃん
3歳の双子。普段は純粋な良い子を装っているが、実は大人も驚くほど腹黒い性格。
PJ
美少女。実は、死後100年経つゾンビ。アクセルのことが好き。
ハル
「なるほどー」しか喋らない男性。
ベートーベン
偉大な作曲家。股間にメトロノームだけをつけた色黒の男として描かれている。女性人気の高いポップな曲（作中で紹介されたのはテンペスト第3楽章）も作ることが紹介されている。
作曲家バトルロイヤルでは優勝候補とされつつもハイドンの奇襲作戦の前に敗れた。
ショパン
偉大な作曲家。非常にひ弱で、ボクシングのマウスピースをつけただけでも起き上がれない。
後に「ショパメタル」というメタルバンドを結成させられ、リーダーとして祭り上げられる。その姿を見たモーツァルトに「また時代にあっさり近寄ったな」と評された。
作曲家バトルロイヤルでは優勝を果たす。
モーツァルト
偉大な作曲家。作中の作曲家の中では常識人でツッコミ役。作曲家バトルロイヤルではあえなく敗退した模様。
リスト
偉大な作曲家。「超絶美形」とされ、女性を見ればすぐにナンパに勤しむが、作曲家バトルロイヤルではその隙に袋叩きにされた。
ハイドン
偉大な作曲家。交響曲の父とされながらも「有名な割に人気のない作曲家ナンバーワン」と評されたことに怒り狂い、作曲家バトルロイヤルにて猛威を奮う。作中では「ハイハイドンドンハイドンドン」としか喋らない。